# Les Albigeois
The Albigenses
Les Albigeois (titre original en anglais : The Albigenses) est un roman gothique de Charles Robert Maturin, publié en 1824 au Royaume-Uni et traduit en français par Auguste-Jean-Baptiste Defauconpret en 1825.
D'après Maurice Lévy, il s'agit du dernier roman de la période gothique, qui s'étend de 1764 à 1824 en Angleterre.
Écrit sous la forme d'un roman historique dans la droite ligne d'Ivanhoé et des Puritains d'Écosse de Walter Scott, il est « centré sur la croisade des Albigeois, au XIIIe siècle, et contient un récit de loup-garou ». Il met en scène l'ingénue et courageuse Geneviève, ainsi que l'évêque de Toulouse dans un conflit entre Albi et le Languedoc mêlant aventure, blasphème et terreur.

## Critiques
Le roman reçoit à sa sortie des critiques globalement plus positives que les autres ouvrages de Maturin, surtout du fait que ce roman insiste relativement moins que les autres sur des actes blasphémateurs. Avec le temps, les critiques se sont plus concentrés sur Melmoth ou l'Homme errant que sur celui-ci.

## Traduction
- Traduction d'Auguste-Jean-Baptiste Defauconpret, édité chez Charles Gosselin, 9 rue Saint-Germain-des-Prés, Paris, 1825 (disponible sur gallica)